# Rozciągnik mchuś

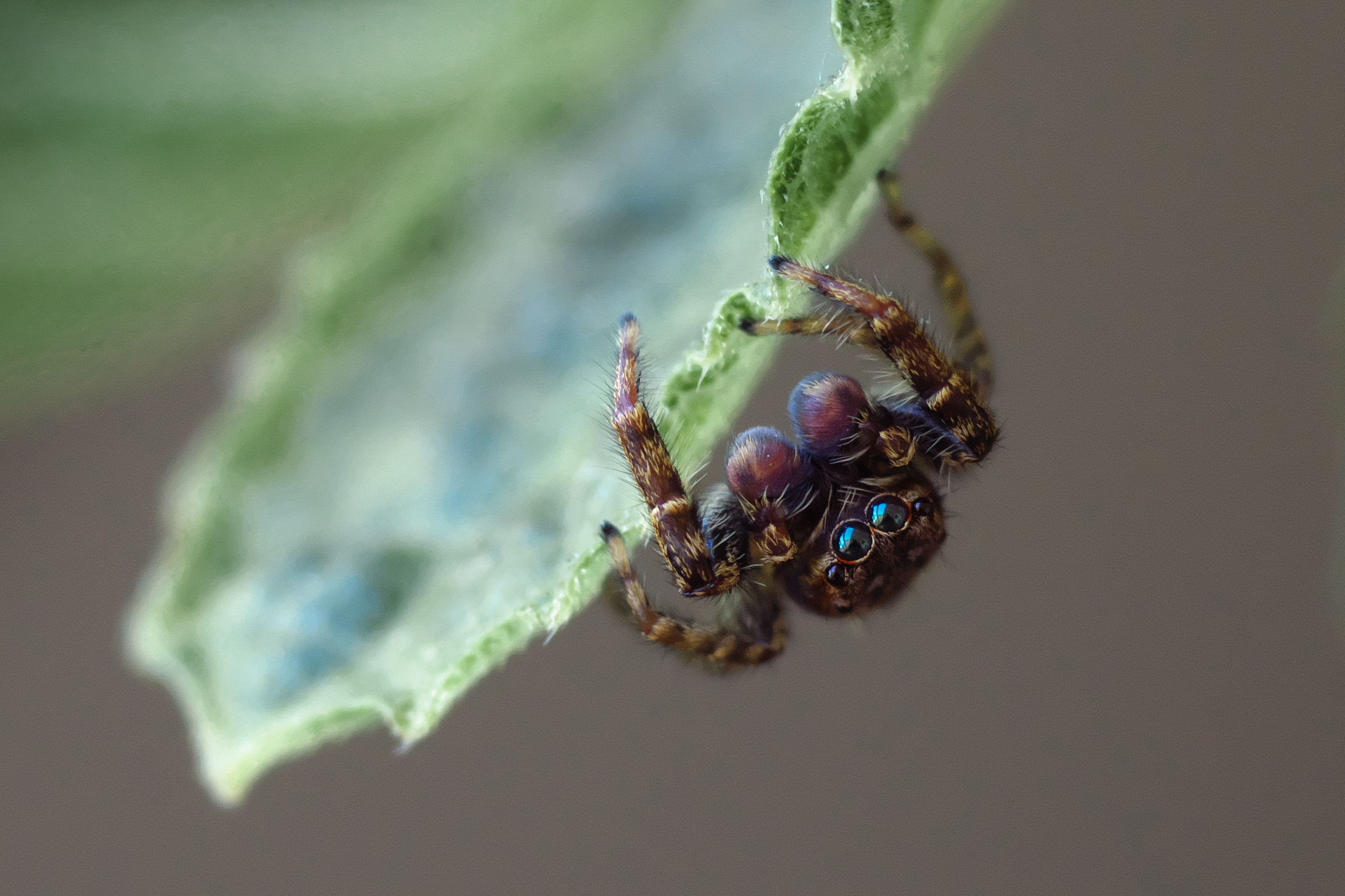
Samiec europejskiego Rozciągnika mchusia. Monachium, Niemcy

Rozciągnik mchuś (Marpissa muscosa) – jeden z największych skakunowatych żyjących w środkowej Europie.
Opisany został w 1757 roku przez Carla Alexandra Clercka jako Araneus muscosus.
Ciało długości od 7 do 11 mm, grzbietobrzusznie spłaszczone, barwy brązowej lub szarej z wzorem z ciemnych i jasnych trójkątów.
Zamieszkuje pnie sosen oraz drewniane słupy płotów rozgradzających pastwiska.